# Bostrichobranchus digonas
Bostrichobranchus digonas är en sjöpungsart som beskrevs av Abbott. Bostrichobranchus digonas ingår i släktet Bostrichobranchus och familjen kulsjöpungar. Inga underarter finns listade.